# Ануша-хан
Ануша-хан (д/н—1687) — хівинський хан у 1663—1686 роках. Повне ім'я Абу'л-Музаффар Мухаммад Ануша-хан.

## Життєпис
Походив з роду Арабшахів, гілки Шибанідів. Син хівинського хана Абулгазі. 1663 року останній зрікся влади на користь Ануші. Продовжив внутрішню та зовнішню політику попередника.
Відновив гарні відносини з туркменськими племенами, що погіршувалися за  його батька. 1668 року надіслав листа московському цареві Олексію I. У 1669 намагався відновити торгові та дипломатичні відносини з Московським царством, отримавши привілеї для торгівлі  в Астрахані, а також пропонуючи перетворити фортецю Караган (півострів Мангишлак) на торгівельний пункт між Московою і Хівою. Він також запропонував московському цареві частину мит в Каратагу в обмін на захист своїх купців від нападів яїцьких козаків і калмиків.
З 1662 року здійснив низку набігів на Бухарське ханство,  користуючись протистоянням Абдалазіз-хана з братом Субханкулі, правителем Балху. Напав на область Джуйбар, де панували місцеві ходжи. 1664 року війна з Бухарою поновилася, тримала з перервами до 1680 року. В цей час двічі вдирався до перського Хорасану, де грабував місто Мешхед.
У період правління Ануші-хана в Хіві було збудовано низку будівель, у тому числі медресе і лазня, відомі під ім'ям Ануша-хана, завершено відновлення каналів Шахабад і Ярмиш.
1683 року Ануша-хан знову почав війну проти бухарського хана, скориставшись повстанням проти нового хана субханкулі в області Балх. 1685 року захопив Самарканд. Втім 1686 року Субханкулі-хан відвоював це місто. Того ж року внаслідок змови на чолі із аталиком Адінкулі (з роду мангитів) хана було повалено й осліплено. 1687 року колишній хан помер. Трон перейшов до його сина Худайдад-хана